# Asher Fisch

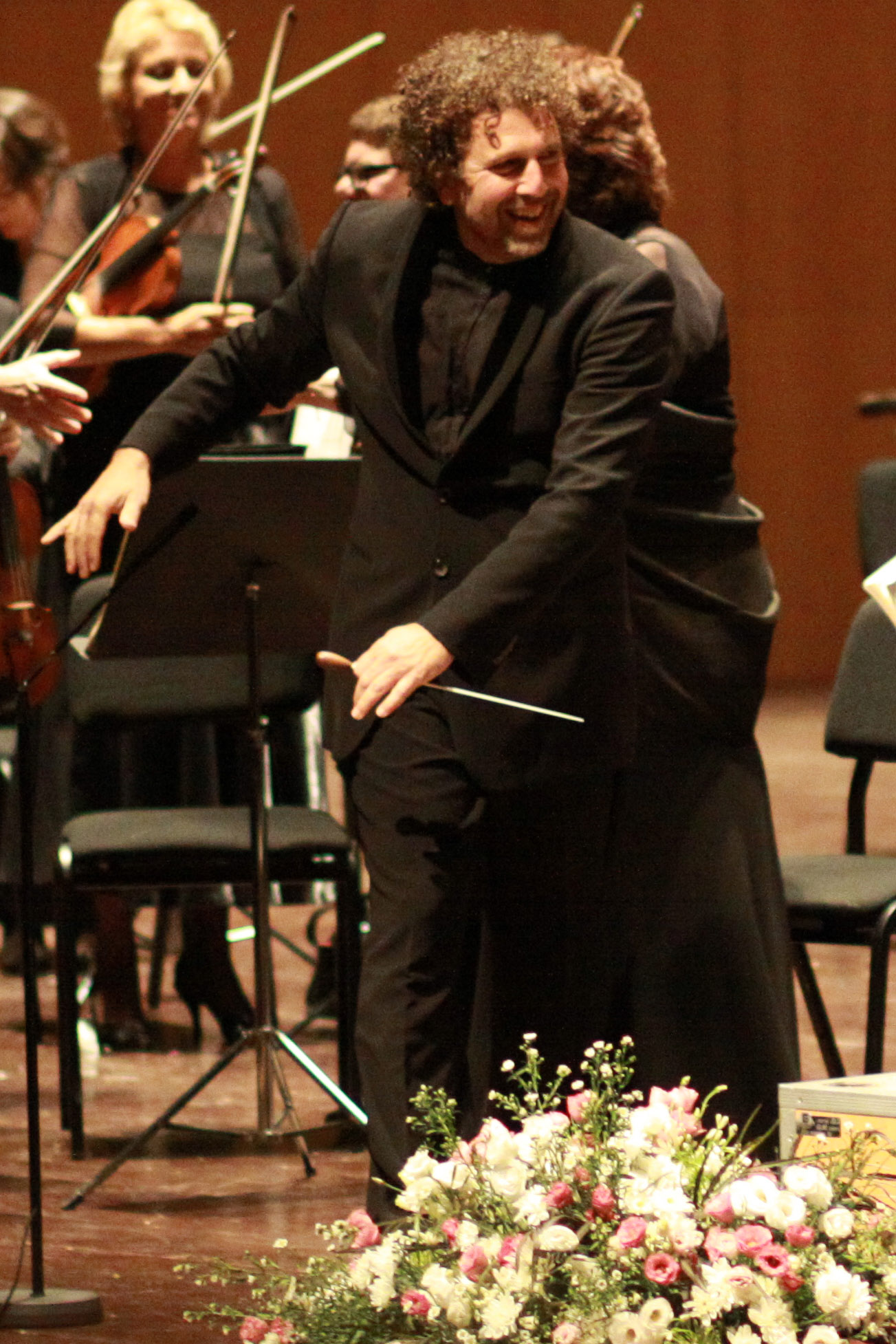
Asher Fisch, 2012

Asher Fisch (hebräisch אשר פיש; * 19. Mai 1958 in Jerusalem, Israel) ist ein israelischer Dirigent und Pianist. Seit 2024 besetzt er die Position des Chefdirigenten bei den von Jonas Kaufmann als Intendant geleiteten Tiroler Festspielen Erl.

## Leben und Ausbildung
Asher Fisch begann seine Karriere als Pianist, bevor er Assistent von Daniel Barenboim wurde. Anschließend wurde er musikalischer Leiter an der Wiener Volksoper und an der New Israeli Opera in Tel Aviv. Von 2007 bis 2014 war er Principal Guest Conductor an der Seattle Opera, seit 2014 hat er die musikalische Leitung des West Australian Symphony Orchestra inne. Gastengagements führten ihn u. a. an die Opernhäuser von New York, London, Mailand, Neapel, Turin, Berlin, Dresden, Hamburg, Paris, Chicago und Los Angeles. Neben seinen Opernengagements trat er mit Orchestern wie dem Israel Philharmonic Orchestra, den Münchner Philharmonikern, dem Mozarteum Orchester Salzburg, dem NDR Elbphilharmonie Orchester Hamburg und dem Chicago Symphony Orchestra auf.
Im Juni 2023 wurde Jonas Kaufmann als Intendant der Tiroler Festspiele Erl ab September 2024 vorgestellt. Im April 2024 präsentierte Kaufmann – zusammen mit dem Präsidenten Hans Peter Haselsteiner und Ilias Tzempetonidis – Fisch als neuen Chefdirigenten und seine komplette erste Saison.